# Mévoisins
Mévoisins és un municipi francès, situat al departament de l'Eure i Loir i a la regió de Centre – Vall del Loira. L'any 2007 tenia 649 habitants.

## Demografia

### Població
El 2007 la població de fet de Mévoisins era de 649 persones. Hi havia 240 famílies, de les quals 44 eren unipersonals (20 homes vivint sols i 24 dones vivint soles), 88 parelles sense fills, 100 parelles amb fills i 8 famílies monoparentals amb fills.
La població ha evolucionat segons el següent gràfic:
Habitants censats

### Habitatges
El 2007 hi havia 278 habitatges, 245 eren l'habitatge principal de la família, 27 eren segones residències i 5 estaven desocupats. 272 eren cases i 5 eren apartaments. Dels 245 habitatges principals, 226 estaven ocupats pels seus propietaris, 15 estaven llogats i ocupats pels llogaters i 4 estaven cedits a títol gratuït; 1 tenia una cambra, 14 en tenien dues, 34 en tenien tres, 63 en tenien quatre i 133 en tenien cinc o més. 196 habitatges disposaven pel capbaix d'una plaça de pàrquing. A 94 habitatges hi havia un automòbil i a 133 n'hi havia dos o més.

### Piràmide de població
La piràmide de població per edats i sexe el 2009 era:
| Homes | Edats   | Dones |
| ----- | ------- | ----- |
| 1     | 95 o +  | 0     |
| 0     | 90 a 94 | 0     |
| 1     | 85 a 89 | 3     |
| 4     | 80 a 84 | 2     |
| 8     | 75 a 79 | 7     |
| 19    | 70 a 74 | 13    |
| 10    | 65 a 69 | 5     |
| 14    | 60 a 64 | 17    |
| 17    | 55 a 59 | 33    |
| 33    | 50 a 54 | 19    |
| 7     | 45 a 49 | 17    |
| 31    | 40 a 44 | 24    |
| 34    | 35 a 39 | 34    |
| 14    | 30 a 34 | 15    |
| 6     | 25 a 29 | 14    |
| 19    | 20 a 24 | 12    |
| 16    | 15 a 19 | 17    |
| 24    | 10 a 14 | 30    |
| 22    | 5 a 9   | 25    |
| 20    | 0 a 4   | 9     |

## Economia
El 2007 la població en edat de treballar era de 410 persones, 299 eren actives i 111 eren inactives. De les 299 persones actives 280 estaven ocupades (152 homes i 128 dones) i 19 estaven aturades (7 homes i 12 dones). De les 111 persones inactives 49 estaven jubilades, 36 estaven estudiant i 26 estaven classificades com a «altres inactius».

### Ingressos
El 2009 a Mévoisins hi havia 240 unitats fiscals que integraven 649,5 persones, la mediana anual d'ingressos fiscals per persona era de 22.825 €.

### Activitats econòmiques
Dels 11 establiments que hi havia el 2007, 4 eren d'empreses de construcció, 3 d'empreses de comerç i reparació d'automòbils, 1 d'una empresa d'hostatgeria i restauració, 2 d'empreses de serveis i 1 d'una empresa classificada com a «altres activitats de serveis».
Dels 4 establiments de servei als particulars que hi havia el 2009, 2 eren paletes, 1 guixaire pintor i 1 veterinari.
L'únic establiment comercial que hi havia el 2009 era una floristeria.

## Poblacions més properes
El següent diagrama mostra les poblacions més properes.